# Konwersja danych
Konwersja danych – zmiana jednej formy danych komputerowych w inną formę – zamiana informacji zapisanych w jednym formacie na inny. Dokonywana zwykle ze względu na dostosowanie do wymagań danego oprogramowania lub standardów albo też w celu umożliwienia późniejszego dodania określonych cech.